# Cochinoca

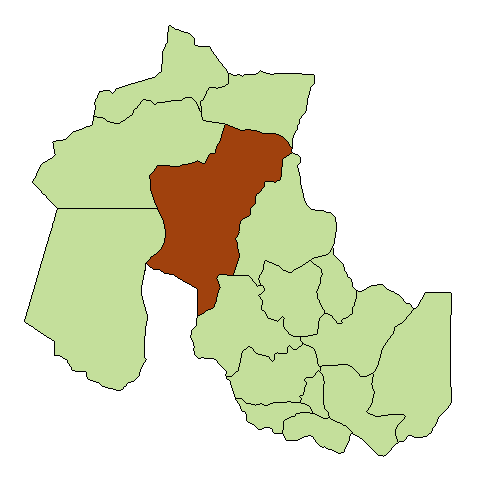
Ubicación del departamento de Cochinoca

Cochinoca es una localidad del departamento Cochinoca en la provincia de Jujuy en Argentina.

## Situación
Su asentamiento se encuentra en la Puna a 3552 m s. n. m. En el invierno (desde junio hasta septiembre) el frío es muy intenso y suele haber registros de hasta -20 °C.

## Historia
En la época precolombina se extendía por Cochinoca el camino del inca. En tiempos de la colonia española, particularmente en el siglo XVII, poseía entre 600 a 800 habitantes y era un centro minero  de importancia. Toda la región era parte de un mayorazgo instituido a favor de Bernardo de Ovando en el siglo XVII, para luego ser parte de las propiedades del Marquesado de Yavi como era conocido el Marquesado del Valle de Tojo, hasta mediados del siglo XIX:
La hoy aldea de Cochinoca fue la  antigua capital del Departamento Cochinoca en la provincia de Jujuy, en el extremo norte de Argentina. Pero la disminución de la actividad minera y el trazado a fines del siglo XIX de la ruta ferroviaria unos 22 kilómetros más al este pasando por Abra Pampa hizo que el 31 de agosto de 1883 dejara de ser  capital departamental y tal título pasara a Abra Pampa como nueva capital del departamento. En 1915 la población de Cochinoca se había  reducido a solo 45 habitantes.

## Geografía

### Demografía
- Población en 1991: 85 habitantes (INDEC)
- Población es 2001: 75 habitantes (INDEC), de los cuales el 50,77% son mujeres y el 49,33% son hombres.

### Sismicidad
La sismicidad del área de Jujuy es frecuente y de intensidad baja, y un silencio sísmico de terremotos medios a graves cada 40 años.
- Sismo de 1863: aunque dicha actividad geológica catastrófica, ocurre desde épocas prehistóricas, el terremoto del 4 de enero de 1863 (162 años),[2] señaló un hito importante dentro de la historia de eventos sísmicos jujeños, con 6,4 Richter. Pero nada cambió extremando cuidados y/o restringiendo códigos de construcción.[1]
- Sismo de 1948: el 25 de agosto de 1848 (176 años) con 7,0 Richter, el cual destruyó edificaciones y abrió numerosas grietas en inmensas zonas[2][1]

## Parroquias de la Iglesia católica en Cochinoca
| Prelatura territorial | Humahuaca                       |
| --------------------- | ------------------------------- |
| Parroquia             | Nuestra Señora de la Candelaria |